# Reda (azienda)
Il Gruppo Reda è un'azienda italiana, specializzata nella produzione di tessuti in lana merino per l'abbigliamento maschile.

## Storia
Il Lanificio Carlo Reda e figli viene fondato nel 1865 a Valle Mosso, in provincia di Biella dall'imprenditore Carlo Reda, che avvia l'azienda da un vecchio mulino. L'attività viene poi portata avanti dal figlio Giovanni, fino al 1919, anno in cui Luigi Botto rileva il complesso.
Dopo l'alluvione che nel 1968 distrusse tutte le sue fabbriche (denominate allora Successori Reda), l'azienda rinasce. Dal 1993 possiede tre grandi fattorie in Nuova Zelanda: Otamatapaio (1993), Rugged Ridges (1997) e Glenrock (2003), per un totale di 30.000 ettari e 30.000 pecore.
Nel 2015, in collaborazione con The Woolmark Company, celebra i 150 anni dalla fondazione con una mostra itinerante e un libro fotografico curato da Angelo Flaccavento e realizzato con Magnum Photos.
Nell'aprile 2018 l'azienda, di proprietà della famiglia Botto Poala, acquisisce il lanificio Comero, con sede a Gattinara (Vercelli), specializzato nella produzione di tessuti per abbigliamento maschile e femminile.
La produzione di Reda si articola in tre differenti linee: Reda 1865 (tessuti classici), Reda Active per l’abbigliamento tecnico-sportivo e Reda Flexo, che utilizza il polimero ROICA™ V550. È una delle poche filature al mondo a gestire internamente tutta la catena di produzione, dagli allevamenti in Nuova Zelanda e Australia al tessuto finito.
Rewoolution è la linea di abbigliamento activewear del Gruppo Reda. Le collezioni del brand si rivolgono ai professionisti dello sport, agli amatori della montagna e dell’outdoor. 
Nel 2020 Reda è la prima azienda tessile italiana e, tra le prime al mondo, ad ottenere la certificazione B Corporation.
Nel novembre 2020 ha acquisito Lanieri, una start up nel mondo digitale di cui già era socio di minoranza.